# 巴布亞新幾內亞地理

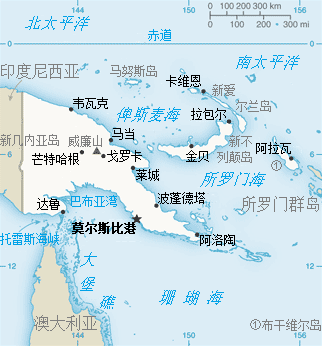
巴布亞新幾內亞地圖

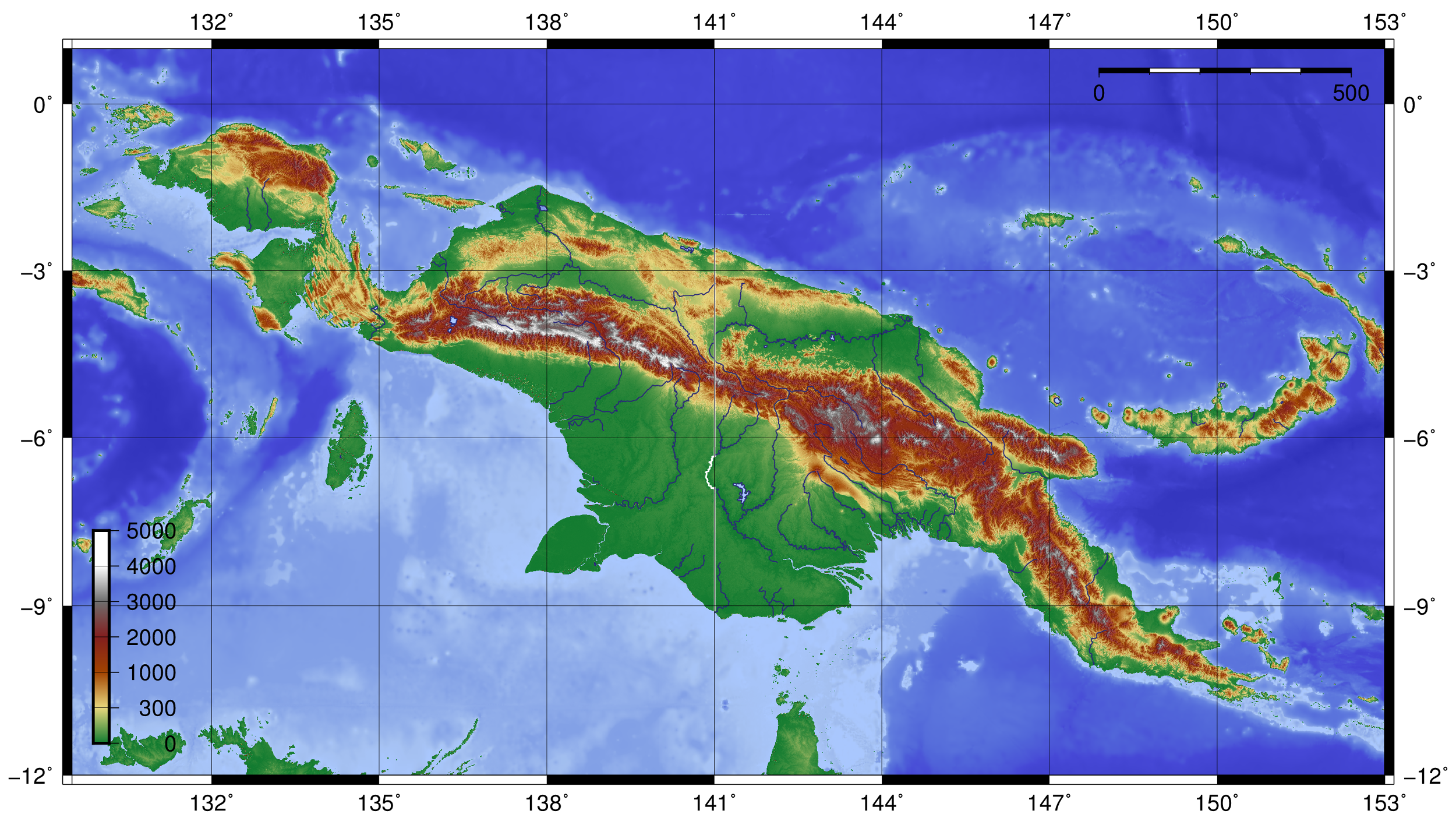
新幾內亞島全島地形

巴布亞新幾內亞位於新幾內亞島的東半部地區，其國土除了新幾內亞島之外還包括了附近的新愛爾蘭島、新不列顛島、布干维尔岛及一些附近小島。巴布亞新幾內亞的大部份地區都是山區，被熱帶雨林所覆蓋。巴布亞新幾內亞的國土面積為462,840 km2（178,700 sq mi），是世界面積第三大島國。海岸線長度5152公里。國土的大多數地區都是熱帶氣候區。全年溫度較溫暖。但在最高地區亦有降雪出現，是熱帶地區罕見的有降雪地區。在春季受西北季風的影響較強，在夏季和秋季則明顯受東南季風的影響。
威廉峰是巴布亞新幾內亞的最高峰，高4,509米（14,793英尺）。巴布亞新幾內亞還有數個火山，并不時有地震和海嘯侵襲。巴布亞新幾內亞最長的河流是塞皮克河，長1,126 km（700 mi），流向北海岸。第二長河是弗萊河，流域途徑世界最大的樹沼地區，流向南海岸，長1,050 km（650 mi）。印度尼西亞是巴布亞新幾內亞唯一的陸上鄰國，兩者之間有長820公里的陸上國界線。巴布亞新幾內亞的海上鄰國有澳大利亞、所羅門群島。
由於對熱帶木材需求的增加，巴布亞新幾內亞的熱帶雨林面臨砍伐問題，特別是沿海地區的雨林。若這一趨勢繼續，2021年時，巴布亞新幾內亞的森林面積將比1975年獨立時減半。